# Блинов, Иван Петрович

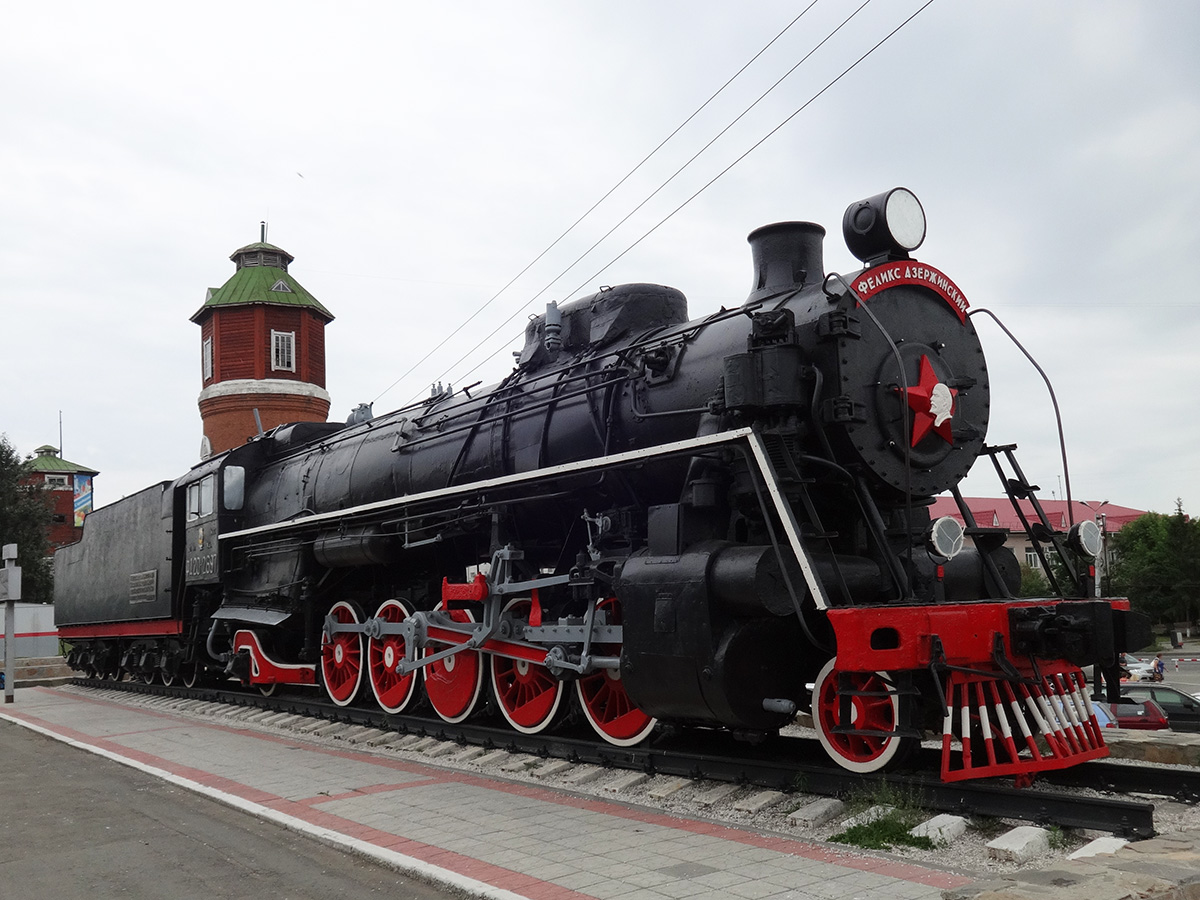
Локомотив-памятник ФД20-2697

Иван Петрович Блинов (24 июня 1904, Вялсы, Тамбовская губерния — 8 июля 1981, Курган) — машинист депо станции Курган Южно-Уральской железной дороги, Герой Социалистического Труда.

## Биография
Иван Блинов родился 24 июня 1904 года в крестьянской семье в селе Вялсы Вялсинской волости Елатомского уезда Тамбовской губернии, ныне село входит в Батьковское сельское поселение Сасовского района Рязанской области.
Трудовую деятельность начал в 1912 году, два года был пастухом у помещика, затем работал в чайной у купца Анисимова.
В 1916 году, в 12 лет, пришел работать на железную дорогу. В паровозном депо станции Сасово Московско-Казанской железной дороги подростка поставили обтирщиком, затем получил квалификацию слесаря.
В 1917 г. вступил в члены профсоюза, был трижды делегатом съездов ЦК профсоюзов и X съезда ВЦСПС.
С 1924 года работал в локомотивном депо станции Курган Южно-Уральской железной дороги. Самостоятельно изучил устройство паровоза. В 1927 году стал помощником машиниста, а через два года сдал теоретические и практические испытания и в 1930 году получил права машиниста.
В 1936 году Блинову, как лучшему машинисту, доверили новый локомотив — ФД20-2697. Паровозы этой серии были самым мощными советскими локомотивами. Блинов приложил все силы и умение, чтобы максимально использовать возможности новой техники, включился в кривоносовское движение. Он одним из первых перешагнул запретный барьер весовых норм поездов и стал водить составы двойного, а затем и тройного веса. В том же 1936 году провел на Курганском отделении (от станции Шумиха до станции Курган) по графику состав весом 10400 тонн при норме 1800 тонн. Также он постоянно перевыполнял задания по технической скорости, а среднесуточный пробег его паровоза составлял 140—150 км. Основой успеха являлось поддержание отличного технического состояния локомотива. Один из инициаторов движения машинистов-пятисотников. Впервые в истории Южно-Уральской железной дороги и Куйбышевской железной дороги провёл через Уральский хребет тяжеловесный состав: от Кургана до Челябинска — поезд весом 4600 тонн и до Абдулино — поезд весом в 2130 тонн со средней скоростью 320 км в сутки (вместо 270 км).
В 1939 году вступил в ВКП(б), в 1952 году партия переименована в КПСС. Впоследствии обсуждался на партийном собрании локомотивного депо и исключен из партии за то, что в 1937 году Блинов И. П. дал ложные показания следствию НКВД о вредительской деятельности начальника депо Федорова, за что Федоров Александр Алексеевич был расстрелян 07.01.1938, реабилитирован 06.03.1958.[уточнить]
В годы Великой Отечественной войны водил с высокой скоростью поезда-тяжеловесы, экономил топливо. Бригада ремонтировала паровоз своими силами, довела его пробег между подъемками до 120 тысяч километров при норме 40 тысяч. Был инициатором работы зимой по нормам летнего графика.
Указом Президиума Верховного Совета СССР от 5 ноября 1943 года «за особые заслуги в обеспечении перевозок для фронта и народного хозяйства и выдающиеся достижения в восстановлении железнодорожного хозяйства в трудных условиях военного времени» Блинову Ивану Петровичу присвоено звание Героя Социалистического Труда с вручением ордена Ленина и золотой медали «Серп и Молот».
В 1945 году получил назначение на должность начальника паровозного хозяйства Краснодарского отделения Северо-Кавказской железной дороги. За три года коллектив под его руководством вернул к жизни 22 разбитых паровоза, активно участвовал в восстановлении депо и путевого хозяйства в Краснодаре и Новороссийске.
В 1947 году Блинов по собственному желанию вернулся в Курган и вновь встал за регулятор своего паровоза. В 1957 году он стал водить электровоз, а в 1959 году ушел на заслуженный отдых.
Жил в городе Кургане.
За 40 лет работы на железной дороге внес более 60 рационализаторский предложений с годовой экономией более 100 млн рублей. Щедро делился своим опытом, воспитал десятки учеников, в том числе и будущих Героев Социалистического Труда (Карпеш, Борис Петрович).
Принимал активное участие в общественной жизни города и Курганского отделения железной дороги, неоднократно избирался депутатом Курганского городского Совета депутатов трудящихся, членом городского и областного комитетов партии. Был делегатом XX съезда КПСС, депутатом Верховного Совета СССР III созыва. Много лет состоял в совете ветеранов железнодорожного узла и возглавлял районную комиссию содействия Советскому фонду мира, любил встречаться с молодёжью.
Иван Петрович Блинов скончался 8 июля 1981 года. Похоронен на Новом Рябковском кладбище города Кургана Курганской области, около центрального входа.

## Награды
- Герой Социалистического Труда, 5 ноября 1943 года[7][8]
  - Орден Ленина № 16292
  - Медаль «Серп и Молот» № 140
- Орден Ленина, 23 ноября 1939 года
- Орден Ленина, 17 февраля 1951 года
- Орден Трудового Красного Знамени, 30 июля 1942 года[9]
- медали
- три знака «Почётному железнодорожнику».

## Память

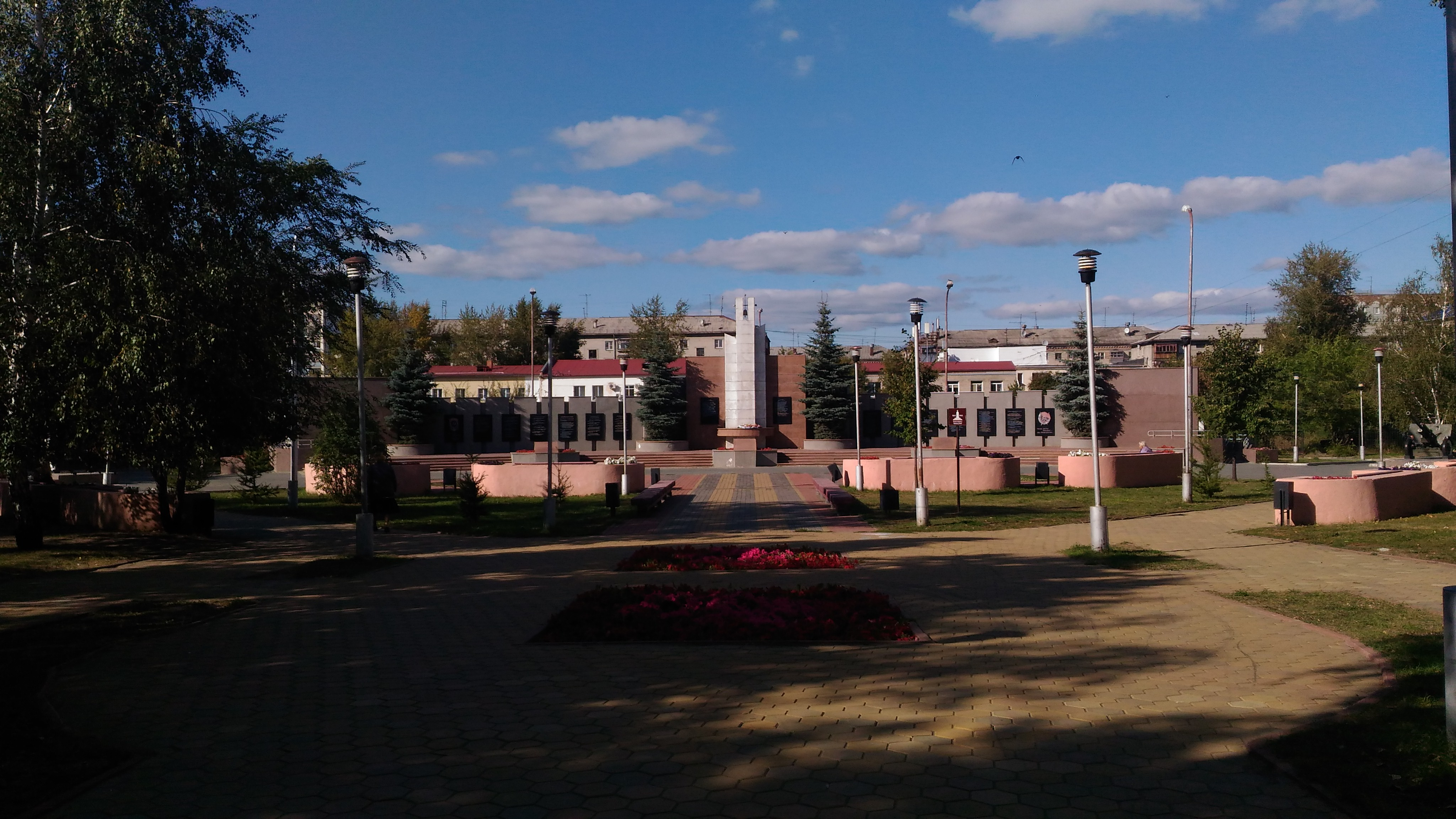
Мемориал в Парке Победы города Кургана.

- Улица Блинова в Кальмиусском (бывш. Ильичёвском) районе города Мариуполя Донецкой Народной Республики Российской Федерации, по мнению Украины город входит в Донецкую область Украины — 47°10′10″ с. ш. 37°34′54″ в. д.HGЯO
- На доме, где жил герой-железнодорожник, установлена мемориальная доска, город Курган, ул. Красина, 94[10] — 55°26′27″ с. ш. 65°19′19″ в. д.HGЯO
- Его имя увековечено на мемориале в Парке Победы города Кургана — 55°26′06″ с. ш. 65°19′04″ в. д.HGЯO
- Барельеф на памятнике железнодорожникам — Героям Социалистического Труда у здания железнодорожного вокзала города Кургана — 55°26′27″ с. ш. 65°19′03″ в. д.HGЯO
- У станции Курган в августе 1980 года открыт памятник — локомотив ФД20-2697, на вечную стоянку его привел лично Иван Петрович Блинов[11] — 55°26′27″ с. ш. 65°19′01″ в. д.HGЯO

## Семья
Жена Екатерина Ивановна (16 ноября 1902 — 13 марта 1980), три дочери.